# Рара (озеро)
Озеро Рара (непальск. राराताल) — крупнейшее озеро Непала. Расположено в северо-западной части страны, в районе Мугу зоны Карнали, на территории национального парка Рара.
Озеро Рара находится на высоте 2990 м над уровнем моря. Площадь его водного зеркала — 9,8 км². Озеро составляет примерно 5 км в длину и 3 км в ширину; имеет максимальную глубину 167 м. Имеет сток в виде реки Ниджар, которая несёт свои воды в реку Мугу-Карнали. Вода озера характеризуется высокими значениями рН, электропроводности и общей жесткости. С лимнологической точки зрения озеро характеризуется как олиготрофное.